# Monastère Saint-Jean-Baptiste de Steingaden
Pour les articles homonymes, voir Abbaye Saint-Jean-Baptiste et Saint-Jean-Baptiste.
Le monastère Saint-Jean-Baptiste de Steingaden a été fondé en 1147 par le Margrave Welf VI, un fils du Duc Henri IX de Bavière. Les premiers moines et leur abbé venaient de l'abbaye des Prémontrés de Rot an der Rot. L'église abbatiale romane, le Welfenmünster, fut consacrée en 1176. Entre 1470 et 1491, les bâtiments abbatiaux ont été rénovés sous l'abbé Caspar Suiter dans le style gothique tardif.
L'abbaye a été pillée et brûlée en 1525 pendant la guerre des paysans, et a ensuite été presque complètement détruite pendant la guerre de Trente Ans. La reconstruction a été achevée en 1663 sous l'abbé Augustin Bonenmayr dans le style du premier baroque. Au cours des années 1740, la nef de l'église a été redécorée dans le style rococo dont elle est l'un des exemples les plus représentatifs de Bavière.
Le monastère a été sécularisé en 1803. Les bâtiments ont été acquis par les frères Mayer d'Aarau qui les démolissent en 1819, à l'exception de l'aile contenant les cloîtres romans.

## Galerie

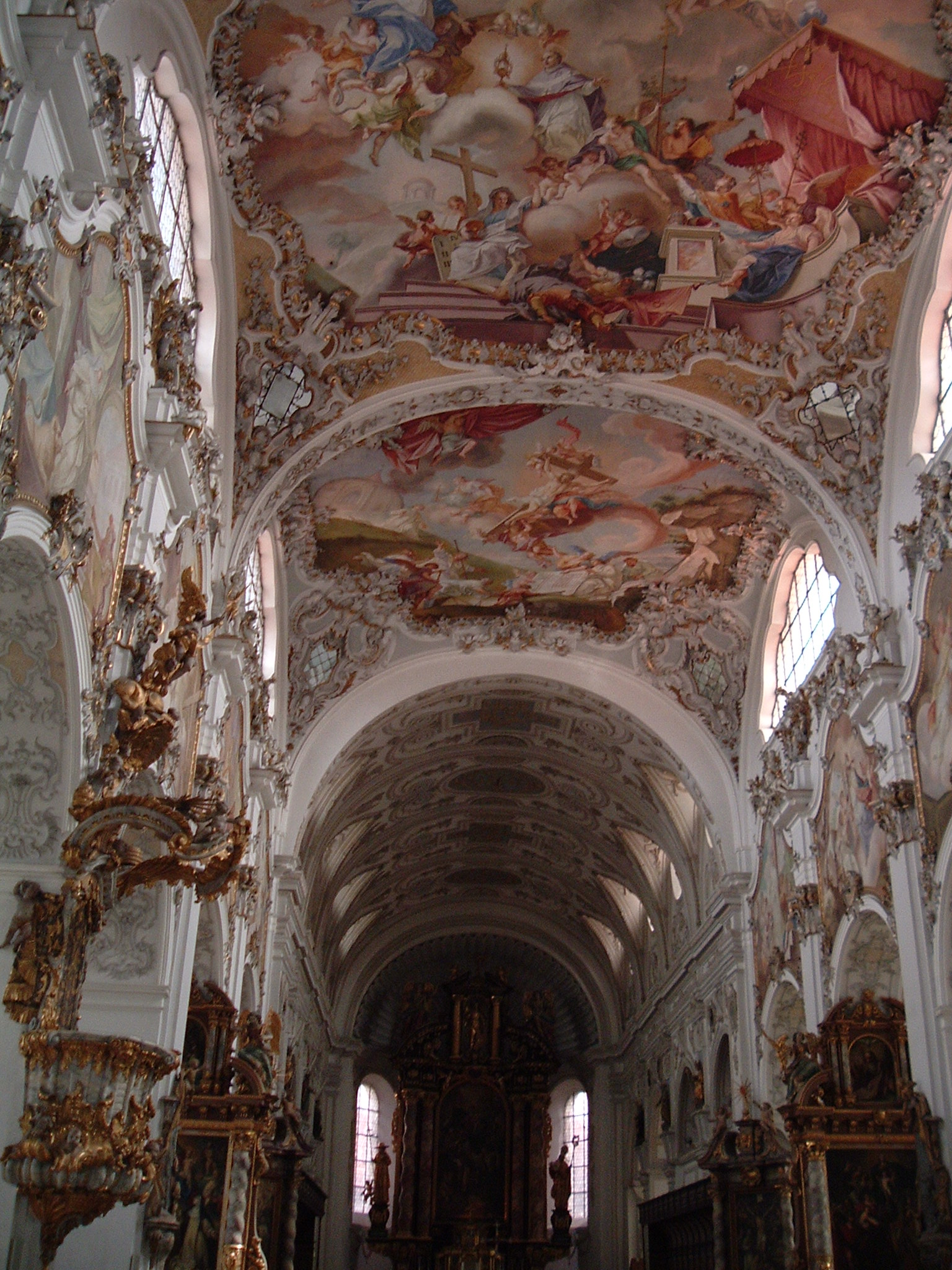
Intérieur de l'église de Steingaden
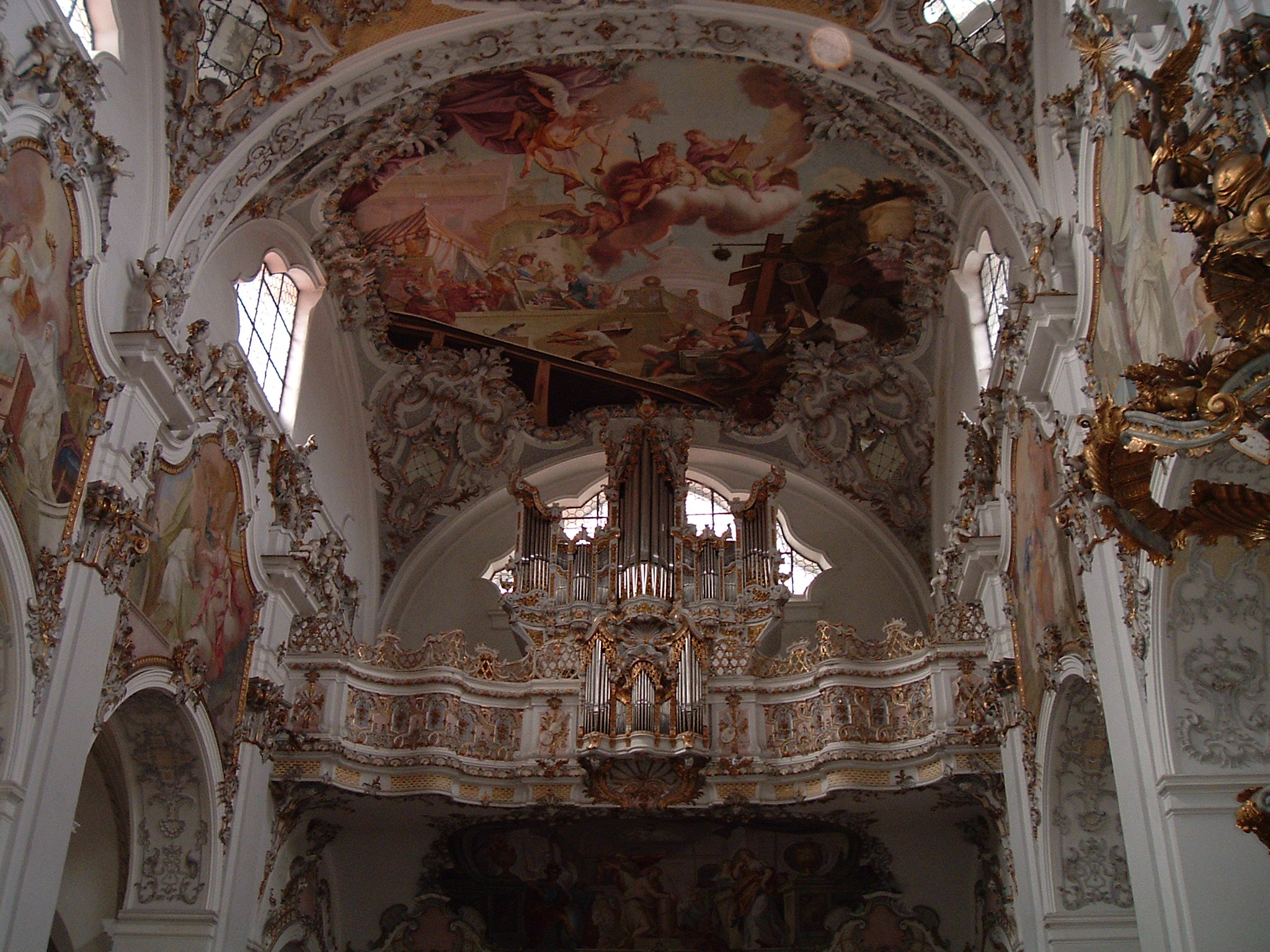
Orgues
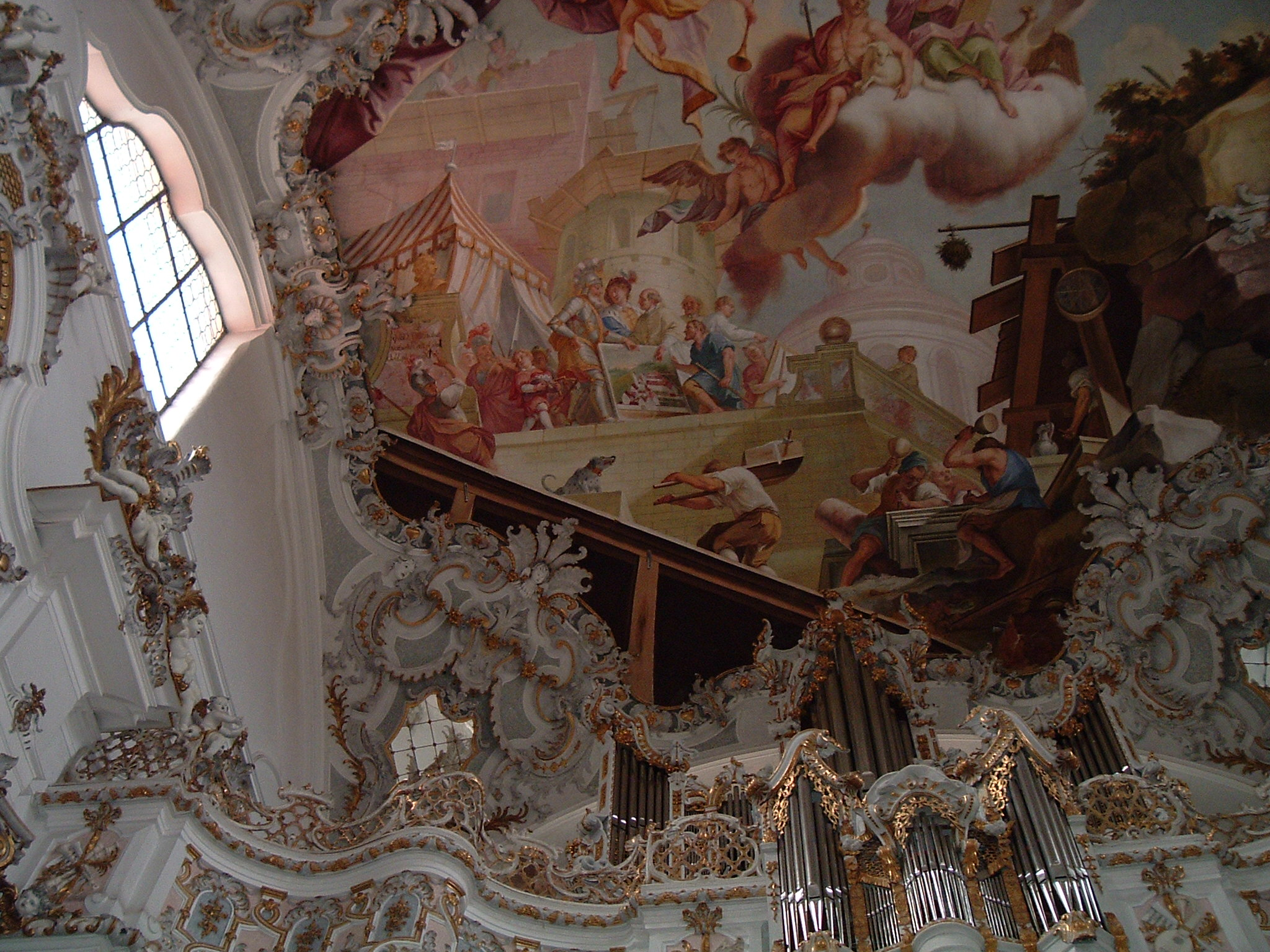
Détail de la voûte